# جايسون غيذرز
جايسون غيذرز (بالإنجليزية: Jason Geathers)‏ هو لاعب كرة قدم أمريكية أمريكي، ولد في 8 سبتمبر 1980 في دلراي بيتش في الولايات المتحدة.